# 253 Mathilde
253 Mathilde /məˈtɪldə/ é um asteroide do cinturão principal que possui uma magnitude absoluta de 10,20 e tem um diâmetro com aproximadamente 59 km.

## Descoberta e nomeação
253 Mathilde foi descoberto no dia 12 de novembro de 1885, pelo astrônomo Johann Palisa trabalhando no Observatório de Viena. O nome do asteroide foi sugerido por Lebeuf, em homenagem de Mathilde, esposa de Moritz Leowy, que era o vice-diretor do Observatório de Paris.

## Características físicas
253 Mathilde é um primitivo asteroide tipo C, o que significa que a superfície tem uma elevada proporção de carbono; dando-lhe uma superfície escura que reflete apenas 4% da luz que incide sobre ele.
Em 27 de junho de 1997, a sonda NEAR Shoemaker passou dentro de 1212 quilômetros de 253 Mathilde enquanto se movia a uma velocidade de 9,93 km/s. Esta abordagem perto permitiu que a sonda espacial capturasse mais de 500 imagens da sua superfície, e forneceu dados para determinações mais precisas das dimensões e massa do asteroide (com base na perturbação gravitacional da sonda espacial). No entanto, apenas um hemisfério de 253 Mathilde foi fotografado durante o sobrevoo.

## Características orbitais
A órbita de 253 Mathilde tem uma excentricidade de 0,26679620 e possui um semieixo maior de 2,645134617 UA. O seu periélio leva o mesmo a uma distância de 1,9394293 UA em relação ao Sol e seu afélio a 3,35085789 UA.
Ele tem uma órbita relativamente elíptica que requer mais de quatro anos para completar uma volta em torno do Sol. Este asteroide tem uma taxa anormalmente lenta de rotação, exigindo 17,4 dias para completar uma revolução de 360° em torno do seu eixo.

## Exploração
Este asteroide foi visitado pela sonda espacial NEAR Shoemaker durante o mês de junho de 1997, quando a esta sonda estava a caminho do asteroide 433 Eros. Durante o sobrevoo, a sonda fotografou um hemisfério do asteroide, revelando muitas crateras grandes. Ele foi o primeiro asteroide tipo C a ser explorado e, até 21 Lutetia ser visitado em 2010, ele era o maior já asteroide visitado por uma sonda espacial. Este foi apenas o terceiro asteroide estudado a partir de uma distância próxima, na sequência de 951 Gaspra e 243 Ida.